# 牧村泉三郎
牧村 泉三郎（まきむら せんざぶろう、1950年10月15日 - ）は、日本の俳優、声優。身長は174cm、体重は60kg。日本大学第二学園卒業。劇団四季養成所卒業・劇団浪曼劇場養成所1期生。劇団青年座所属。

## 出演

### 舞台
- 太陽が死んだ日
- 王様と私
- ニュルンベルク裁判

### 映画
- 男はつらいよ
- 釣りバカ日誌
- 鹿鳴館 - 館員 役
- ゴジラvsスペースゴジラ - 加藤光也 役[3]
- 容疑者 室井慎次
- リング0 バースデイ

### テレビドラマ
- 宇宙刑事シャリバン 第22話（1983年） 青村イチロウ 役
- 西田敏行の泣いてたまるか 第4話「こんな男でよかったら」（1986年）
- 少女コマンドーIZUMI（1987年）
- 八百八町夢日記 第2シリーズ 第14話「うたかたの晴れ着」（1992年） - 房吉 役
- 電光超人グリッドマン 第18話「竜の伝説」（1993年） - 研究員A 役
- 腕におぼえあり3（1993年、NHK） - 弥助 役
- 赤い関係
- 若者のすべて
- 税務調査官・窓際太郎の事件簿1
- 瑠璃の島 10話
- 浅見光彦シリーズ後鳥羽伝説殺人事件
- 大河ドラマ
  - 草燃える - 飛鳥井雅経 役
  - 風林火山 - 諏訪満隆 役
  - 天地人 - 小国重頼 役
- ほんとにあった怖い話 「温かいお葬式」（2004年） - 春山浩史の父 役
- 私を旅館に連れてって 第4話
- 最後の家族
- 虹色定期便（1999年） - 小田切健吾 役
- ママのベッドへいらっしゃい
- スチュワーデス刑事4
- 嵐の中の愛のように
- ミセスシンデレラ
- 仮面ライダー龍騎 第1・11・12話（2002年） - 江島均 役
- 水曜ミステリー9
  - 「検察官キソガワ」
  - 「農家の嫁は弁護士!神谷純子のふるさと事件簿」
  - 「北アルプス山岳救助隊・紫門一鬼11」（2009年） - 橋本支店長 役
- 土曜ワイド劇場
  - 「終着駅シリーズ30」（2016年） - 佐竹茂徳 役
- やまとなでしこ 第6話 - ソムリエ役
- 金曜エンターテイメント名古屋嫁入り物語9
- 火曜サスペンス劇場
  - 「盲人探偵・松永礼太郎9」
  - 「臨床心理士 (テレビドラマ)1」（2000年） - 桂木忠男 役
- 万引きGメン二階堂雪6逆恨み
- 眠れる森 - 森田明仁 役
- 土曜ワイド劇場結婚式の霊柩車
- 恋を何年休んでますかスペシャル
- はぐれ刑事純情派（1999年） - 横川健太郎 役
- 催眠
- 特命!刑事どん亀（2006年） - 北川一郎 役
- 水曜ミステリー9
  - 「芸者小春姐さん奮闘記4」（2007年） - 井本医師 役
- 華麗なる一族（2007年）
- 松本清張生誕100年スペシャル・夜光の階段（2009年） - 裁判長 役
- 刑事一代 平塚八兵衛の昭和事件史（2009年、テレビ朝日）
- 八日目の蝉（2010年） - 裁判官 役
- 幸せになろうよ 第8話（2011年） - 医師 役
- 月曜ゴールデン
  - 警視庁南平班〜七人の刑事〜4（2011年）
  - 信濃のコロンボ事件ファイル2（2014年）
  - 特別企画 全盲の僕が弁護士になった理由〜実話に基づく感動サスペンス!〜（2014年）
  - 特別企画 松本清張サスペンス・影の地帯（2015年） - 青木道男 役
- 浪花少年探偵団 第4話（2012年） - 米岡伸治 役
- 相棒
  - Season11 第11話「アリス」（2013年） - 吉川武雄 役
  - Season21（2023年） - 袴田犀朗 役
- アゲイン!!（2014年） - 校長先生 役
- 民王（2015年、テレビ朝日） - 議員 役
- 赤と黒のゲキジョー 三面記事の女たち -愛の巣-（2015年）
- 表参道高校合唱部!　3・4話（2015年） - 弁護士 役
- リバース (湊かなえの小説)（2017年） - 畠山教諭 役
- イノセンス 冤罪弁護士（2019年） - 影山洋二 役
- 決してマネしないでください。（2019年） - 掛田理（老年期） 役
- 俺の家の話（2021年） - 池内新之介 役
- 正直不動産 第4話（2022年4月26日、NHK） - 松井 役
- Get Ready! 第8話（2023年2月26日、TBS） - 理事 役
- おっさんのパンツがなんだっていいじゃないか! 第7話（2024年2月18日、東海テレビ）
- アンチヒーロー 第9話（2024年6月9日、TBS） - 平塚聡 役[4]
- 新宿野戦病院 第10話（2024年9月4日、フジテレビ） - 屋倉重蔵 役[5]
- モンスター 第9話（2024年12月9日、関西テレビ・フジテレビ系） - 春日館長 役[6]
- 法廷のドラゴン 第3話（2025年1月31日、テレビ東京） - 松篠一幸 役[7]

### 配信ドラマ
- 新聞記者 第1話・第2話（2022年1月13日配信、Netflix）

### テレビアニメ
1979年
- ザ☆ウルトラマン（スタッフ、隊員）

### 吹き替え
- ERV緊急救命室（タッグル）
- 騎馬警官
- キャスパー
- シークエスト（クレイ・マーシャル）
- チャームド（ジェレミー、悪魔 役）
- 沈黙の陰謀
- 愉快なシーバー家 第6シリーズ（運転手）